# Bayram Pascià
Bayram Pascià (Lâdik, ... – Urfa, 26 agosto 1638) è stato un politico ottomano. Fu un gran visir ottomano dal 1637 al 1638 e il beilerbei (governatore) dell'Egitto dal 1626 al 1628.

## Biografia
Bayram, era originario di Lâdik (l'antica Laodicea Pontica), nella attuale provincia di Amasya, in Turchia. Probabilmente era di etnia greco-pontica ed era un membro del corpo dei giannizzeri, che reclutava prevalentemente i figli delle famiglie cristiane (greci, georgiani ed armeni) da diverse parti dell'Anatolia. Sebbene il corpo dei giannizzeri fosse originariamente basato sul sistema del devshirme, a partire dal regno di Murat III (1574–1595), anche i turchi furono ammessi nel corpo. Nel 1622, il suo titolo era turnacıbaşı (capo delle squadre di reclutamento), e nel 1623, divenne kethüda (ciambellano). Nel 1625 fu nominato beilerbei dell'Egitto (allora territorio ottomano). Nel 1628 fu promosso al grado di visir. Nel 1635, Bayram Pascià era il Caimacam (un grado quasi equivalente al maggiore moderno) della capitale ottomana, Costantinopoli. Nel 1637, durante il regno di Murat IV (1623–1640), fu promosso al grado di gran visir, la più alta carica dell'impero dopo quella del sultano. Bayram Pascià partecipò alla cattura di Baghdad del 1638 guidata dal sultano contro l'Impero safavide. Morì (per cause naturali) vicino a Urfa.

## Matrimonio
Bayram era anche un damat (sposo) della dinastia ottomana. Nella tradizione ottomana, le figlie e le sorelle dei sultani di solito si sposavano con i visir. Ma il caso di Bayram fu un'eccezione, perché si sposò con Hanzade Sultan, la figlia di Ahmed I (1603-1617) nel 1623 quando era ancora un semplice turnacıbaşı. I due ebbero una figlia. 

## Governatore e gran visir
Bayram Pascià era noto sia in Egitto che in Anatolia per i suoi sforzi nella costruzione di opere pubbliche. Ha riparato le mura di Costantinopoli e ha commissionato una moschea ed un külliye (complesso religioso) nella città. Oggi, il distretto di Bayrampaşa porta il suo nome. Ha commissionato un sistema di irrigazione e un caravanserraglio ad Amasya. Bayram Pascià è anche conosciuto per aver commissionato alcune locande in varie città anatoliche.
Come gran visir, Bayram Pascià giustiziò due principi per ordine del sultano. È anche conosciuto come il mandante dell'esecuzione del famoso poeta Nef'i per aver scritto poesie satiriche. In precedenza Nef'i aveva promesso di non comporre più satira, ma quando ha infranto questa promessa, è stato giustiziato su richiesta di Bayram Pascià.